# 渡り鳥に宿り木を
『渡り鳥に宿り木を』（わたりどりにやどりぎを）はSTUDiO B-ROOMから発売された美少女ゲーム。
過去にSTUDiO B-ROOMの発売した『殻の中の小鳥』、『雛鳥の囀』の2作品とストーリー上関連性はない。

## 概要
主人公は農村で働きながら都会に出ることを夢見た青年。やっとお金をため、親を説得できた青年は列車に乗って大都会を目指した。しかし、青年の都会での生活は期待していたこととは全く違ったものだった。街の生活に疲れた頃、健気に働くコリトという少女に会う。青年はそんなコリトに惹かれ、いろいろなことを彼女に教えていく。しかしコリトの日常は想像以上に過酷で、性的な奉仕までも強要されていた。青年はコリトを助けようとコリトと同じ場所で働く決心をする。プレイヤーは、屋敷で働く執事となって、メイドを調教したり接客を行って収入を得ていく。

## 登場人物
ジュディ＝バランタイン
コリト＝アミューサ
サラ＝フランシス
ホリー＝シュペトレーゼ